# Немцов, Павел Николаевич
Немцов Павел Николаевич (20 апреля 1971 — 13 января 1995) — танкист, старший лейтенант, Герой Российской Федерации (посмертно).

## Биография
Павел Немцов родился 20 апреля 1971 года в селе Борское Куйбышевской (сейчас Самарской) области. В 1988 году Окончил Борскую среднюю школу № 2 с серебряной медалью. Поступил в Ульяновское высшее командное танковое училище, после его переформирования переведен в Ташкентское высшее танковое училище, которое окончил в 1992 году. Служил в 74-й отдельной мотострелковой бригаде Сибирского военного округа.
В 1994 году принял участие в Первой Чеченской войне. Участвовал в боевых действиях в городе Грозном. 12 января 1995 года его экипаж одним из первых прорвался к зданию Совета Министров, уничтожив при этом много огневых точек боевиков. А 13 января 1995 года его танк Т-72 был подбит в бою и весь экипаж погиб.
За мужество и героизм, проявленные при выполнении воинского долга в Северо-Кавказском регионе, Указом Президента Российской Федерации от 21 июня 1995 года старшему лейтенанту Немцову Павлу Николаевичу присвоено звание Героя Российской Федерации (посмертно).
Павел Немцов похоронен в селе Борское Самарской области.
На здании Борской средней школы № 2 установлена мемориальная доска. 30 октября 2020 года, в честь 25-летия подвига, в селе Борское был торжественно открыт бронзовый бюст Героя России.